# Heterabraxas spontaneata
Heterabraxas spontaneata là một loài bướm đêm trong họ Geometridae.